# Schedocentrus viridinervosus
Schedocentrus viridinervosus är en insektsart som beskrevs av Max Beier 1960. Schedocentrus viridinervosus ingår i släktet Schedocentrus och familjen vårtbitare. Inga underarter finns listade i Catalogue of Life.